# Ceratophysella sextensis
Ceratophysella sextensis is een springstaartensoort uit de familie van de Hypogastruridae. De wetenschappelijke naam van de soort is voor het eerst geldig gepubliceerd in 1968 door Cassagnau.